# Охочекомонные казаки
Охочекомонные казаки — конные казаки (охотники, современность — добровольцы), поступившие (принятые) на военную службу, разновидность казачества в Российской Империи, образовавшаяся в силу устройства, данного польским королём С. Баторием; это разновидность нерегулярного войска, которое, в противоположность постоянным, реестровым или сечевым казакам (пехота), формировалось в военное время из числа населения, которое в межвоенное время вело жизнь мирных поселян и промышленников и имело лошадей.
Охочекомонные или охотницкие, также имели название — компанейцы, так как их формирования состояли из компаний (рот). Компанейцы или лёгкая конница при малороссийских гетманах, впоследствии три полка (компанейские полки), в 1775 году, были преобразованы в регулярные легкоконные полки Русской армии (киевский, черниговский и северский). Охочекомонное казачье войско состояло из охочекомонных (или компанейских) полков, формировавшихся по территориально-милиционному принципу и возглавляемых охочекомонными полковниками, например Андриаш Дмитриевич Малама в городе Батурин, Семён Палий, в 1709 году, Пётр Алексеевич вернул его из Сибири в звании охочекомонного Белоцерковского полковника.

## Этимология
Первая половина слова охочекомонный происходит от основы хотеть, охота (в смысле желание), а вторая от древнерусского комонь, то есть конь. Следовательно, охочекомонные казаки — это те, кто по своей охоте садятся на коней (идут на войну).
Или же таковых воинов-добровольцев называли компанейцами, то есть — те, кто вступает в войско, выступает в поход только во (или на) время военной кампании.

## Охочекомонные (компанейские) полки
«Охотницкие» (компанейские и сердюцкие) казацкие полки существовали в Малороссии в XVII—XVIII веках. Появление их приурочивается к разному времени: по Костомарову, Бодянскому и Максимовичу — к временам Богдана Хмельницкого, по Маркевичу, Кулишу и Соловьеву — к 1669 году, по Чарповскому — ко времени гетмана Демьяна Многогрешного, который имел компанейский полк в 1 000 человек. Официальной датой образования компанейских полков считается 30 августа 1668 года..
30 августа 1668 года при русском царе Алексее Михайловиче гетманом Демьяном Многогрешным было сформировано из выборных малороссийских казаков, не принадлежавших к провинциальным малороссийским казачьим полкам, несколько охочекомонных компанейских полков, в числе которых находились 1-й Компанейский или Охочекомонный казачий полк, 2-й Компанейский Черниговский казачий полк, охочекомонный полк, составленный из людей «Литовского списка» и Литовских татар и так далее.

... В 1696 году, киевский воевода князь Барятинский получил от стародубского жителя Суслова письмо, в котором тот пишет: «Начальные люди теперь в войске малороссийском все поляки. При Обидовском, племяннике Мазепы, нет ни одного слуги казака. У казаков жалоба великая на гетманов, полковников и сотников, что для искоренения старых казаков, прежние вольности их все отняли, обратили их себе в подданство, земли все по себе разобрали. Из которого села прежде на службу выходило казаков по полтораста, теперь выходит только человек по пяти или по шести. Гетман держит у себя в милости и призрении только полки охотницкие, компанейские и сердюцкие, надеясь на их верность и в этих полках нет ни одного человека природного казака, все поляки …» ...— С. М. Соловьев — «Исторія Россіи», т. XIV. М 1962, кн. VII, стр. 597-598
Таким образом, охочекомонные полки это конные полки, составленные из охотников (как до революции в России называли добровольцев).
Как свидетельствует энциклопедия Брокгауза и Ефрона, они содержались на жалованье и имели зеленые казацкие мундиры.
Впоследствии из охочекомонных составили полки, названные компанейскими.
«Охотницкие» казачьи полки никаким образом нельзя смешивать с казачьими полками, сформированными по «территориальному» принципу. Первые набирались самим гетманом из «охочих людей», не имели определенной территории, назывались по фамилиям полковников и содержались за счет сначала общевойсковой, а затем — государственной казны, вторые же были прикреплены к какой-либо местности, получали от неё своё название, комплектовались из местного населения и содержались за его счёт.
Компанейские полки набирались из свободных молодых людей, способных к кавалерийской езде. Компанейцы составляли легкую кавалерию, вооружённую саблями, короткими ружьями и нагайками, называемыми канчуками.
В компанейские полки в основном шли служить выходцы с Северщины («севрюки»), ляхи, молдаване и сербы. Первоначальное назначение компанейцев заключалось только в несении полицейских обязанностей. Однако их стали использовать и при подавлении народных волнений. Компанейцы могли выступить и против «реестровых» казаков, если те проявляли «шаткость». При этом компанейцы нередко превышали свою власть, производя буйства и даже убийства. При избрании гетьмана Ивана Самойловича войсковая «старшина» подала в 1672 году челобитную московскому царю о том, чтобы «компанеи более не быть», так как «от таких компаней малороссийских городов и местечек и сел жителям всякое чинится раззорение и обиды». Однако, компанейские полки уничтожены не были. Кроме компанейских полков появляются и пешие «охочепехотные» или т. н. «сердюцкие» полки.
Компанейские полки делились на сотни, а сотни на курени. Во главе полка стоял полковник; полковую «старшину» составляли, кроме полковника — обозный, есаул, писарь, хорунжий, подъесаул, а сотенную «старшину» — сотник, писарь, хорунжий и есаул. Рядовые казаки делились на «подвойные», то есть служившие с «молодиком», и «поединковые». Старшины компанейских полков считались по рангу ниже войсковых. Выходивший в отставку компанеец должен был приписаться к какому-нибудь сословию жителей: если приобретал землю в повете — то к казакам, а если оставался в городе — то к мещанам, и так далее.
Гетманство Ивана Мазепы считается временем расцвета «охотницких» полков. К 1709 году число «охотницких» казачьих полков возросло до пяти компанейских и пяти сердюцких, а для личной охраны гетмана была образована своего рода гетманская гвардия — «компания надворной хорогви». При Мазепе же компанейские и сердюцкие полки начинают впервые употребляться с чисто военными целями. Однако вместе с Мазепою России изменила и большая часть «охотницких» казачьих полков. Верными Петру I остались лишь компанеи Чюгина, Колбасина, Хведькова и сердюки Бурляева.
После предательства Мазепы и перехода вместе с ним на шведскую сторону многих охочекомонцев, отношение Петра к компанейским полкам изменилось в плохую сторону. 17 июля 1709 года приказано иметь в русской армии из оставшихся верными русскому царю компанейцев три охочекомонных (компанейских) полка, то есть число конных компанейских полков было сокращено до трёх. 
14 июля 1726 года их приказано переформировать в два охочекомонных (компанейских) полка, а 19 апреля 1737 года учреждён третий охочекомонный (компанейский) полк.
Продолжая называться по фамилиям своих полковников, компанейские полки в 1746 году получили ещё и номера с 1-го по 3-й. 
В 1753 году наименованы 1-й, 2-й и 3-й Компанейские полки.
В 1771 году компанейцы участвовали в штурме крепостей Арабат, Керчь и Еникале.
Боеготовность и вооружение компанейских казаков, как вояк-профессионалов, были намного лучше чем у «территориальных» казаков Гетьманщины и Слобожанщины. «Охотницкие» казачьи полки могли бы быть полезны в военном отношении, особенно в малой войне. Однако в 1775 году, после упразднения малороссийского гетманства ( в 1764 году ), все компанейские полки были преобразованы в регулярные, и наименованы 1-й, 2-й и 3-й легко-конные полки Малороссийской конницы. В 1779 году они наименованы как Киевским, Северским и Черниговским легко-конными полками.

## Исторические сведения
У Маркевича в «Истории Малой России» об охочекомонных полках читаем:
Гетман Кн. Михаил Вишневецкий был избран из Воевод и, в том же году <1569>, послан Королём на помощь Царю под Астрахань, к которой шли Турки и Татары. Выступив из Черкас, на дороге присоединили он к себе полки охочекомонные и часть Запорожцев…
а также
3 (13) марта 1669 года на раде в городе Глухове был избран гетманом бывший черниговский полковник Демьян Игнатович Многогрешный, а 6 (16) марта новоизбранный гетман, старшина и царские послы учинили договор, составленный из двадцати семи статей. По требованию царских послов, одною из статей этого договора было постановлено учредить конный полк в тысячу человек из охотников, разного рода званию людей. Содержать этот новоучреждённый полк должны были жители тех мест левобережной Украйны, в которых части эти были расквартированы, что называлось стоять „на леже“. Гетман Самойлович с течением времени набрал ещё несколько охочекомонных полков.
Охочекомонные казаки (компанейцы) получали от гетмана жалованье и зависели исключительно от него. Однако гетманы также зависели от них, т. к. последние составляли как бы личную гвардию, воинский резерв, находящийся под их непосредственным командованием. Так, Мазепа заискивал перед компанейцами (охочекомоннми казаками). Вступив в гетманство, он обратился к начальникам этих полков с универсалом, приглашавшим их быть верными ему. Последние ходатайствовали о том, чтобы не было относительно их никаких перемен, на что Мазепа ответил, что он готов: «Котентовати все жадання и потреби».
Указом от 22 августа 1728 г. (П. С. З., № 5324) гетману было разрешено иметь всего три (пять) компанейских полка по 300 человек в каждом, «дабы народу в поборах было облегчение». В таком виде эти полки просуществовали до 1776 г., когда были преобразованы в три легкоконных регулярных полка, Киевский, Черниговский и Северский. В 1785 г., при образовании из малороссийских полков десяти карабинерных, в число последних вошли и бывшие компанейские полки.